# Hyundai Santa Fe

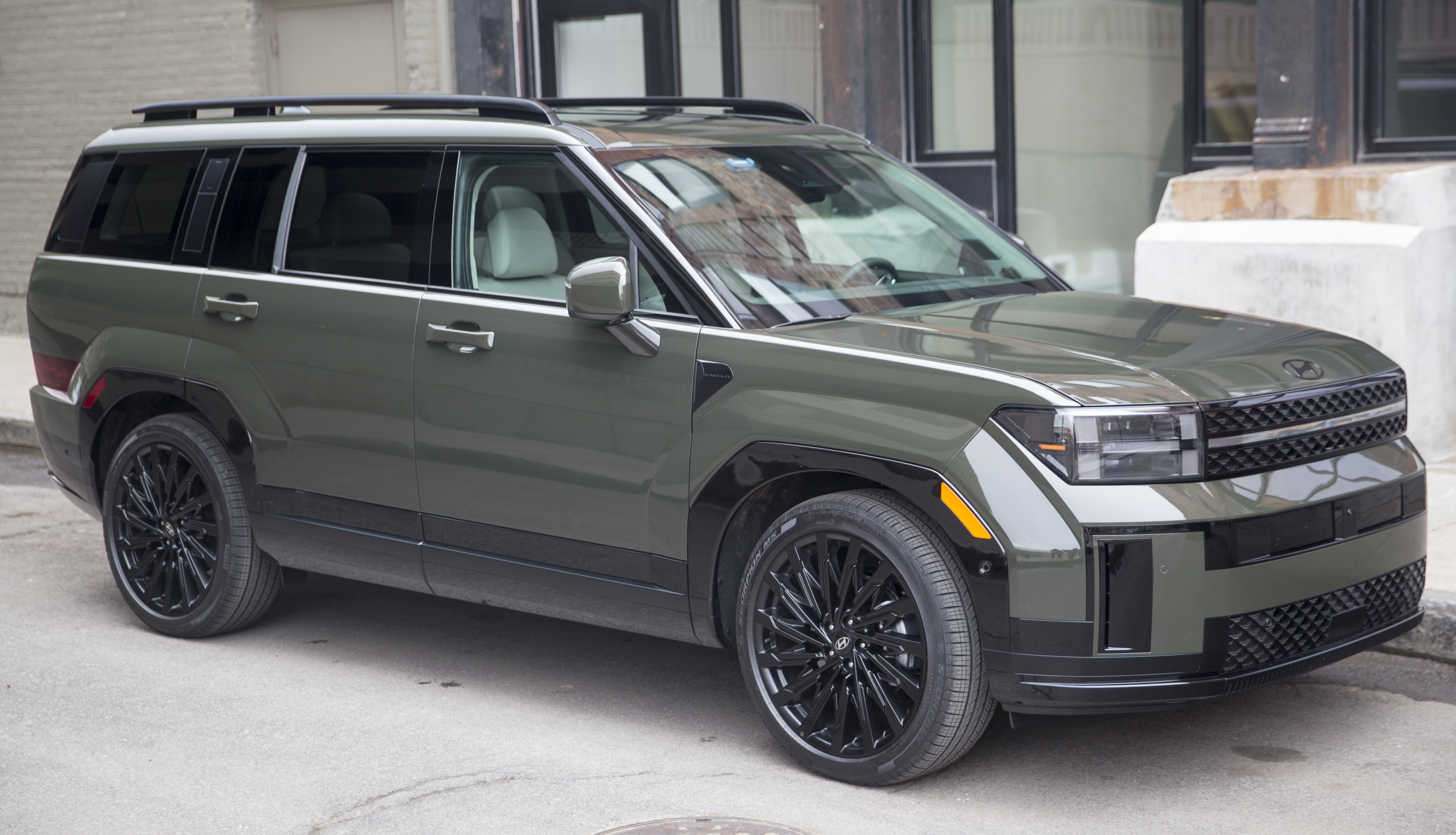
Hyundai Santa Fe (2024; MX5)

Hyundai Santa Fe är en SUV-modell, som i sin första generation presenterades 2001. Plattform delade den med sedanmodellen Sonata. Modellen finns med både fyrcylindriga och sexcylindriga motorer och både med två- och fyrhjulsdrift. I Sverige blev Santa Fe en stor försäljningsframgång; mycket beroende på en annorlunda design och ett konkurrenskraftigt pris. Här fanns till och med en speciell Nordicmodell, som inte såldes på någon annan marknad. År 2005 genomgick Santa Fe en mindre ansiktslyftning och ersattes 2006 av en större modell med samma namn. 
Denna, liksom sin föregångare, tillverkas i Alabama, USA. Den nya Santa Fe är alltså större och dyrare och därför introducerade Hyundai Tusconmodellen 2005 som ett billigare komplement. I Sverige säljs numera Santa Fe endast med en 2,7 liters V6 eller en fyrcylindrig dieselmotor. Bilen finns också nu i en 7-sitsig variant. 2023 introducerades den femte generation Santa Fe (modellkod MX5), med väldigt kantig design.